# Оптичний носій
Оптичні накопичувач або Оптичний носій інформації — це термін у галузі інформатики, що позначає засіб зберігання даних з допомогою носіїв та самі носії, що зчитуються оптично. Дані записуються, з допомогою позначок на патерні, який може бути прочитаний знову світлом, зазвичай променем лазера, точно зосередженого на диску, що обертається. Застарілим зразком оптичного накопичувача, який не вимагає використання комп'ютерів, є мікрофільм. Є й інші засоби оптично зберігання даних і нові методи знаходяться в стадії розробки. Оптичні накопичувачі відрізняються від інших методів зберігання даних, які використовують інші технології, такі як магнетизм або напівпровідники.
Під словами оптичний носій можуть мати на увазі і один диск що читається одним CD-ROMом і прилад, що являє собою кілька оптичних приладів, здатен читати кілька дисків, такий як оптична бібліотека. Звичайні компакт-диски можуть вміщати близько 700 МБ (мегабайт), а оптична бібліотека може містити набагато більше.
Термін оптичний привід звичайно стосується пристрою в комп'ютері, який може читати CD-ROM або інші оптичні диски.
Було оцінено, що у 2007 році оптичні накопичувачі складали 27% від всього технологічного потенціалу для зберігання інформації в світі.